# Syzygium subdecussatum
Syzygium subdecussatum är en myrtenväxtart som först beskrevs av John Firminger Duthie, och fick sitt nu gällande namn av Ian Mark Turner. Syzygium subdecussatum ingår i släktet Syzygium och familjen myrtenväxter. Inga underarter finns listade i Catalogue of Life.